# Audrey Blignault
Audrey Bettie Blignault (6 tháng 7 năm 1916 – 1 tháng 10 năm 2008) là nhà văn Nam Phi.

## Cuộc đời
Bà sinh ra tại Bredasdorp, tên khai sinh là Audrey Bettie Swart. Mẹ là người Ailen, cha thuộc dân tộc Afrikaner, thị trưởng thị trấn. Bà học ngành văn học Afrikaner tại trường Đại học Stellenbosch, nhận bằng thạc sĩ tiếng Afrikaner và tiếng Hà Lan. Năm 1940, bà bắt đầu giảng dạy tại Wellington (một tỉnh của Tây Cape) và sau đó giảng dạy tại Stellenbosch. Năm 1945, bà là biên tập viên của Die Huisvrou, một tạp chí dành cho phụ nữ. Cũng trong năm 1945, bà bắt đầu dẫn chương trình dạy tiếng Nam Phi đầu tiên trên radio. Trong 25 năm, bà viết chuyên mục cho tạp chí phụ nữ Sarie. Các bài luận của chuyên mục này đã được thu thập và xuất bản trong 17 cuốn sách. Một bộ sưu tập các bức thư của bà mang tên Audrey Blignault: 'n Blywende vreugde, xuất bản vào tháng 5 năm 2008  Blignault cũng là biên tập viên cho Naweekpose và đạo diễn chương trình văn hóa phụ nữ cho Tập đoàn Phát thanh Nam Phi.
Bà nhận Giải thưởng Eugène Marais năm 1961, Giải thưởng WA Hofmeyr năm 1965 và Giải thưởng [./https://en.wikipedia.org/wiki/Adelaide_Ristori Adelaide Ristori] tại Ý. Năm 1982, bà nhận giải thưởng vì đã cống hiến xuất sắc cuộc đời mình cho nghệ thuật. Bà là người phụ nữ đầu tiên ghi tên mình vào hội đồng Viện Hàn lâm Khoa học và Văn hóa Nam Phi.
Blignault qua đời trong một phòng khám ở Cape Town, thọ 92 tuổi.

## Gia đình
Bà kết hôn hai lần: lần đầu tiên với Andries Blignault (qua đời trong vụ tai nạn ô tô năm 1967, bà cũng bị trọng thương). Năm 1970, bà kết hôn với Attie de Villiers. Con gái là Marié Heese cũng là nhà văn.

## Tác phẩm chọn lọc
- Trong klein maat Kaapstad, 1955. OCLC 557309500
- Die vrolike nói dối (1957)
- Met ligter tred (1962)